# Подруги (телесеріал)
Подруги (англ. Girlfriends) — американський комедійний телесеріал, створений Марою Брок Акіл з Трейсі Елліс Росс, Ґолден Брукс, Джилл Марі Джонс та Персією Уайт у головних ролях чотирьох різних темношкірих жінок у Лос-Анджелесі. Серіал транслювався протягом вісьми сезонів, від 11 вересня 2000 року по 11 лютого 2008 року, нараховуючи загалом 172 епізоди.
Серіал транслювався на UPN від 2000 по 2006 рік, а після закриття каналу два останні сезони виходили на The CW. Упродовж періоду трансляції, серіал лідирував у рейтинґах у категорії вподобань афроамериканських глядачів, надто жіноцтва в демографічній категорії 18-34 роки. 2006 року The CW запустив спін-офф серіалу — ситком «Гра», який незабаром переїхав на BET, де транслювався до 2015 року.

## В епізодах
- Доріан Ґреґорі
- Кімберлі Еліз
- Нісі Неш